# Saskatoon—Wanuskewin
Pour les articles homonymes, voir Saskatoon (homonymie).
Circonscription électorale fédérale du Canada
Saskatoon—Wanuskewin (initialement connue sous le nom de Wanuskewin [ᐋᐧᓇᐢᑫᐃᐧᐣ wânaskêwin - en cri]) est une ancienne circonscription électorale fédérale canadienne dans la province de la Saskatchewan. Elle comprend la portion nord-ouest de la ville de Saskatoon ainsi qu'une région rurale au nord-ouest de la ville.
Les circonscriptions limitrophes étaient Desnethé—Missinippi—Rivière Churchill, Prince Albert, Saskatoon—Humboldt, Saskatoon—Rosetown—Biggar et Battlefords—Lloydminster.

## Résultats électoraux
|       | Candidat               | Parti        | # de voix | % des voix |
|       | (x) Maurice Vellacott  | Conservateur | +21 183,  | 58,43 %    |
|       | Patricia Zipchen       | Libéral      | +02 428,  | 6,7 %      |
|       | John Parry             | NPD          | +11 395,  | 31,43 %    |
|       | Mark Bigland-Pritchard | Vert         | +01 250,  | 3,45 %     |
| Total | Total                  | Total        | 36 256    | 100 %      |

|       | Candidat              | Parti        | # de voix | % des voix |
|       | (x) Maurice Vellacott | Conservateur | +18 275,  | 56,44 %    |
|       | Patricia Zipchen      | Libéral      | +04 020,  | 12,42 %    |
|       | Clint Davidson        | NPD          | +07 902,  | 24,4 %     |
|       | Tobi-Dawne Smith      | Vert         | +02 182,  | 6,74 %     |
| Total | Total                 | Total        | 32 379    | 100 %      |

## Historique
La circonscription fut créée en 1996 sous le nom de Wanuskewin à partir des circonscriptions de Kindersley—Lloydminster, Saskatoon—Clark's Crossing, Prince Albert—Churchill River et The Battlefords—Meadow Lake. La circonscription pris son nom actuel en 2000. Abolie lors du redécoupage de 2012, la circonscription fut redistribuée parmi Sentier Carlton—Eagle Creek, Saskatoon-Ouest, Prince Albert et Desnethé—Missinippi—Rivière Churchill.
| Législature | Années    | Député | Député            | Parti               |
| --- | --------- | ------ | ----------------- | ------------------- |
| Wanuskewin issue de Kindersley—Lloydminster, Saskatoon—Clark's Crossing, Prince Albert—Churchill River et The Battlefords—Meadow Lake |           |        |                   |                     |
| 36e | 1997–2000 |        | Maurice Vellacott | Réformiste          |
| 36e | 2000-2000 |        | Maurice Vellacott | Alliance canadienne |
| Saskatoon—Wanuskewin |           |        |                   |                     |
| 37e | 2000–2003 |        | Maurice Vellacott | Alliance canadienne |
| 37e | 2003-2004 |        | Maurice Vellacott | Conservateur        |
| 38e | 2004–2006 |        | Maurice Vellacott | Conservateur        |
| 39e | 2006–2008 |        | Maurice Vellacott | Conservateur        |
| 40e | 2008–2011 |        | Maurice Vellacott | Conservateur        |
| 41e | 2011–2015 |        | Maurice Vellacott | Conservateur        |
| Redistribuée parmi Sentier Carlton—Eagle Creek, Saskatoon-Ouest, Prince Albert et Desnethé—Missinippi—Rivière Churchill               |           |        |                   |                     |

1. ↑  Élections Canada.